# 第8回全国同時地方選挙 (韓国)
第8回全国同時地方選挙（だい8かいぜんこくどうじちほうせんきょ、韓国語: 제8회 전국동시지방선거）は、大韓民国における地方自治体である広域自治団体（特別市・広域市、道）の団体長（市長・知事）（日本の都道府県知事に相当）と議会議員（日本の都道府県議会議員に相当）、基礎自治団体（一般市、郡、特別市・広域市の区）の団体長（市長・郡守・区長（直訳は区庁長））（日本の市区町村長に相当）と議会議員（日本の市区町村議会議員に相当）、17市道の教育監（日本の教育長に相当）を全面改選するために行われる選挙で、2022年6月1日に投票が行われた。
同日には国会議員の補選も7つの地域区で行われた。

## 概要
広域自治団体と基礎自治団体の団体長と議会議員等、それぞれの任期満了に伴って実施される。韓国における地方自治制度が完全復活してから8回目となる。今回の地方選挙は新政権就任3週間で行われる選挙であるため、大多数の批評家は別名「ハネムーン効果」によって執権党である国民の力党が優勢を見せるという予測を出し始めた。
国民の力は、前回の地方選挙で歴代級惨敗を喫したため、地方組織の劣勢を乗り越え、今回の地方選挙で国民に政権党として2ヵ月前の政権交代を完成させるために、地方政府の半分以上を要求する訴えと目標を掲げた。
前回の大統領選挙の敗北で野党になった共に民主党は政権初期に大統領を牽制できる最小限の力は地方選挙での善戦だとし、李在明候補が前回の大統領選挙で勝利した全国7ヶ所の広域地域で勝利した場合、自分たちの党の完勝であり、それ以下の選挙結果が出れば自分たちの力を失うことになるとし、共に民主党支持者に自分たちを助けてほしいと訴える戦略を展開した。
正義党をはじめとするその他野党は、前回の大統領選挙後、事実上韓国政界が両党体制に再編されたため、政治的な力を失った状態であり、選挙区分を問わず最低限の当選者でも輩出できるようにする戦略を打ち出した。
一方、共に民主党と国民の力の主要両党の公職候補者の公認審査過程で脱落した人々が審査結果に従わず、元の党から離党して無所属出馬を敢行することもあったため、無所属候補者が突風を起こすかと関心を集めた。

## 日程
- 2月1日：市道知事選挙及び教育監選挙予備候補者の登録開始
- 2月18日：市道議会議員選挙および区市長選挙および区市議員選挙の予備候補者の登録開始
- 3月20日：郡議員及び郡守選挙の予備候補者の登録開始
- 5月12日～5月13日：最終候補者の登録申請
- 5月19日：選挙運動の公式開始日
- 5月27日～5月28日：事前投票の投票期間（午前6時～午後6時）
  - 2022年3月の大統領選挙以降、新型コロナウイルス感染症の感染者の憲法上の参政権を保障するため、感染者の事前投票は投票時間の公式終了後の午後6時30分から8時までに実施する（韓国の公職選挙法第155条6項の但し書き）。
- 6月1日：投票（午前6時～午後6時）、締め切り後に開票
  - 感染者の投票は午後6時30分から7時30分までに実施する（韓国の公職選挙法第155条6項の但し書き）。

- 開票以降：当選者公告・寄託金の法的処理など[7]。

## 実施された選挙
実施された選挙は以下のとおりである。広域議会選挙と基礎議会選挙では地域区と比例代表の投票（候補者投票と政党投票）があるため、有権者は合計7種類（世宗特別自治市は4種類、済州特別自治道は5種類）の投票を行うことになる。さらに、国会議員補欠選挙が実施される地域の有権者は、国会議員補欠選挙の投票用紙まで追加して、計8種類の投票（済州特別自治道の選挙区は6種類）を行う。今回の選挙では広域団体長17名、基礎団体長226名、広域議員872名、基礎議員2988名、教育監17名、済州特別自治道教育議員5名など総計4125名を選出した。このうち、韓国の公職選挙法第190条などの但し書きによって、候補者登録締め切り時点で候補者数が選挙を実施する当選予定の定数と同じか未達した場合、該当選挙区に限って投票を実施せず、候補者登録した候補者を選挙日当日に当選人と決めるのに、この条項の適用を受けて無投票当選した人は基礎地域自治体首長6人、広域地域議会議員108人、基礎地域議会議員393人、教育議員1人の計508人がいる。上記の条項により当選した人が属する選挙区は、当該選挙に限り投票手続きを省略する。
- 広域自治団体長選挙：当該自治団体住民の直接投票で最多得票を得た候補が当選
- 基礎自治団体長選挙：当該自治団体住民の直接投票で最多得票を得た候補が当選（基礎自治団体が設置されていない世宗特別自治市、済州特別自治道は行わない）
- 広域議会議員選挙：地域区（小選挙区制）と比例代表の並立制。
- 基礎議会議員選挙：選挙区（中選挙区制）と比例代表の並立制（基礎自治団体が設置されていない世宗特別自治市、済州特別自治道は行わない）[注 3][9]。
- 教育監選挙：当該自治団体住民の直接投票で最多得票を得た候補が当選。教育監候補が党籍を保有することは法律上で禁止されているが、選挙に左派系と保守系の陣営を代表する候補者が出る[注 4][10]。

- 教育議員選挙：済州特別自治道でのみ実施。
- 国会議員補選：仁川広域市桂陽区乙、京畿道城南市盆唐区甲、大邱広域市寿城区乙、江原道原州市甲、忠清南道保寧市・舒川郡、慶尚南道昌原市義昌区、済州特別自治道済州市乙の7つの選挙区で実施[1]。

## 選挙区数と定数

### 広域自治団体選挙
| 市道名                                                                     | 広域自治団体長（名） | 広域議会（名） | 広域議会（名） | 広域議会（名） |
| 市道名                                                                     | 広域自治団体長（名） | 合計           | 地域区         | 比例代表       |
| 全国合計                                                                   | 17                   | 872            | 779            | 93             |
| -------------------------------------------------------------------------- | -------------------- | -------------- | -------------- | -------------- |
| ソウル特別市                                                               | 1                    | 112            | 101            | 11             |
| 釜山広域市                                                                 | 1                    | 47             | 42             | 5              |
| 大邱広域市                                                                 | 1                    | 32             | 29             | 3              |
| 仁川広域市                                                                 | 1                    | 40             | 36             | 4              |
| 光州広域市                                                                 | 1                    | 23             | 20             | 3              |
| 大田広域市                                                                 | 1                    | 22             | 19             | 3              |
| 蔚山広域市                                                                 | 1                    | 22             | 19             | 3              |
| 世宗特別自治市                                                             | 1                    | 20             | 18             | 2              |
| 京畿道                                                                     | 1                    | 156            | 141            | 15             |
| 江原道                                                                     | 1                    | 49             | 44             | 5              |
| 忠清北道                                                                   | 1                    | 35             | 31             | 4              |
| 忠清南道                                                                   | 1                    | 48             | 43             | 5              |
| 全羅北道                                                                   | 1                    | 40             | 36             | 4              |
| 全羅南道                                                                   | 1                    | 61             | 55             | 6              |
| 慶尚北道                                                                   | 1                    | 61             | 55             | 6              |
| 慶尚南道                                                                   | 1                    | 64             | 58             | 6              |
| 済州特別自治道                                                             | 1                    | 40             | 32             | 8              |
| 出所：選挙統計システム - 基本現況 - 選挙数及び定数現況（2022年6月3日閲覧） |                      |                |                |                |

### 基礎自治団体選挙
世宗特別自治市と済州特別自治道は当該特別自治市と道が法的に設立できた根拠となる上位特別法に基づき、下位に基礎自治団体がない。
| 市道名                                                                     | 基礎自治団体長（名） | 基礎議会         | 基礎議会 | 基礎議会 | 基礎議会 |
| 市道名                                                                     | 基礎自治団体長（名） | 地域区数（箇所） | 議員定数 | 議員定数 | 議員定数 |
| 市道名                                                                     | 基礎自治団体長（名） | 地域区数（箇所） | 合計     | 地域区   | 比例代表 |
| 全国合計                                                                   | 226                  | 1,030            | 2,988    | 2,602    | 386      |
| -------------------------------------------------------------------------- | -------------------- | ---------------- | -------- | -------- | -------- |
| ソウル特別市                                                               | 25                   | 154              | 427      | 373      | 54       |
| 釜山広域市                                                                 | 16                   | 65               | 182      | 157      | 25       |
| 大邱広域市                                                                 | 8                    | 40               | 121      | 105      | 16       |
| 仁川広域市                                                                 | 10                   | 40               | 123      | 108      | 15       |
| 光州広域市                                                                 | 5                    | 20               | 69       | 60       | 9        |
| 大田広域市                                                                 | 5                    | 19               | 63       | 55       | 8        |
| 蔚山広域市                                                                 | 5                    | 19               | 50       | 44       | 6        |
| 京畿道                                                                     | 31                   | 162              | 463      | 406      | 57       |
| 江原道                                                                     | 18                   | 52               | 174      | 151      | 23       |
| 忠清北道                                                                   | 11                   | 48               | 136      | 119      | 17       |
| 忠清南道                                                                   | 15                   | 59               | 177      | 151      | 26       |
| 全羅北道                                                                   | 14                   | 70               | 198      | 173      | 25       |
| 全羅南道                                                                   | 22                   | 81               | 247      | 215      | 32       |
| 慶尚北道                                                                   | 23                   | 106              | 288      | 251      | 37       |
| 慶尚南道                                                                   | 18                   | 95               | 270      | 234      | 36       |
| 出所：選挙統計システム - 基本現況 - 選挙数及び定数現況（2022年6月3日閲覧） |                      |                  |          |          |          |

### 教育監選挙
| 市道名                                                                     | 教育監選挙定数（名） | 教育議員選挙定数（名） |
| 全国合計                                                                   | 17                   | 5                      |
| -------------------------------------------------------------------------- | -------------------- | ---------------------- |
| ソウル特別市                                                               | 1                    |                        |
| 釜山広域市                                                                 | 1                    |                        |
| 大邱広域市                                                                 | 1                    |                        |
| 仁川広域市                                                                 | 1                    |                        |
| 光州広域市                                                                 | 1                    |                        |
| 大田広域市                                                                 | 1                    |                        |
| 蔚山広域市                                                                 | 1                    |                        |
| 世宗特別自治市                                                             | 1                    |                        |
| 京畿道                                                                     | 1                    |                        |
| 江原道                                                                     | 1                    |                        |
| 忠清北道                                                                   | 1                    |                        |
| 忠清南道                                                                   | 1                    |                        |
| 全羅北道                                                                   | 1                    |                        |
| 全羅南道                                                                   | 1                    |                        |
| 慶尚北道                                                                   | 1                    |                        |
| 慶尚南道                                                                   | 1                    |                        |
| 済州特別自治道                                                             | 1                    | 5                      |
| 出所：選挙統計システム - 基本現況 - 選挙数及び定数現況（2022年6月3日閲覧） |                      |                        |

### 国会議員補欠選挙
地方選挙には含まれていないが、ここにて併記する。
| 選挙区                                                           | 定数（名） | 候補者数（名） | 名前       | 名前     | 名前   |
| 選挙区                                                           | 定数（名） | 候補者数（名） | 共に民主党 | 国民の力 | 無所属 |
| 全国合計                                                         | 7          | 15             |            |          |        |
| ---------------------------------------------------------------- | ---------- | -------------- | ---------- | -------- | ------ |
| 大邱広域市寿城区乙                                               | 1          | 2              | 金龍洛     | 李仁善   |        |
| 仁川広域市桂陽区乙                                               | 1          | 2              | 李在明     | 尹炯善   |        |
| 京畿道城南市盆唐区甲                                             | 1          | 2              | 金炳官     | 安哲秀   |        |
| 江原道原州市甲                                                   | 1          | 2              | 元昌黙     | 朴正河   |        |
| 忠清南道保寧市・舒川郡                                           | 1          | 2              | 羅紹烈     | 張東赫   |        |
| 慶尚南道昌原市義昌区                                             | 1          | 2              | 金志修     | 金映宣   |        |
| 済州特別自治道済州市乙                                           | 1          | 3              | 金翰奎     | 夫相一   | 金宇南 |
| 出所：選挙統計システム - 候補者 - 候補者名簿（2022年6月3日閲覧） |            |                |            |          |        |

## 選挙に参加した主要政党
ここでは本地方選挙で当選者を出した政党について紹介する。各政党の記述順は、今回の地方選挙の記号割り当て順によって書かれた。
1番・共に民主党
2022年3月の大統領選挙で政権を保守派に明け渡した最大野党。政治的な立場は社会自由主義の中道左派。金大中・盧武鉉政権の10年間と文在寅政権の5年間で政権を握った前歴があり、全羅道地域で強力な支持基盤を持っている。先の大統領選挙敗北後、指導部が構成されず、過渡期の非常対策委員会体制の下で今回の地方選挙を行った。国会では第1党の多数野党。
2番・国民の力
朴槿恵前大統領時代の与党の後継政党。2016年から2017年までの朴槿恵弾劾事案を受け、野党になった以後、文在寅政権の5年間、野党として選挙で共に民主党に敗北し続けたが、2022年3月の大統領選挙で同党候補者の尹錫悦が大統領に当選し、政権交代に成功した韓国の現政権与党。慶尚道地域での支持がかなり強く、政治的性向は保守右派。国会では第2党の少数与党。
3番・正義党
社会民主主義を目指そうとする韓国の左派政党。 2012年の統合進歩党選挙不正事態に反発し、離党したグループによって作られた進歩正義党を前身としている。政策的に女性友好主義を標榜しており、20代の女性からの支持が強い。国会で第2野党（第3党）の地位を占めている。
変動記号・進歩党
2014年末に韓国憲法裁判所で違憲政党解散審判を決定し、政党登録が抹消された統合進歩党を前身とする極左政党。理念的に親北と労働者優先主義を採っているため、労働者が多い都市で一定の支持傾向がある。今回の地方選挙で、蔚山市東区の団体長選挙で当選者を輩出することに成功した。第20代総選挙で当選した無所属の尹鍾五が、この党の創立者の1人であるため、文在寅政権時代に国政野党の地位にもあったが、2022年現在は院外政党である。
なお今回の地方選挙での記号割り当て順は以下の通り。与野党の区分で記号を付与するのではなく、 院内政党の場合、直前の選挙で一定の得票数を得た政党は国会議席順に割り当てる。選挙実施日現在、各政党別に国会議席順は共に民主党、国民の力、正義党の順であるため、上記3政党は固定記号で記号1〜3番を得る。固定記号であるため、党の候補者を出さない選挙区ではその政党の記号は空欄になる。また、1人政党で院内政党である基本所得党と時代転換が記号4番と記号5番を占め、院外政党は6番からハングルの「カナタ（가나다）」順に記号が配分される。そして、無所属候補者は政党候補者の記号が割り当てられた後、最後の順番で記号が割り当てられる。無所属候補者が複数名いる場合は抽選で決まる。

## 選挙結果

### 総評
政権与党である国民の力が第7回地方選挙での大敗を雪辱し、共に民主党を相手に全国的に楽勝する結果を得た。広域地域の自治体首長選挙の結果を見ると、既存の強勢地域だった慶尚道地域を死守したのに続き、国民の力党の絶対的劣勢地域である全羅道地域から出馬した公認候補者全員が公職選挙法上寄託金全額を返還してもらえる15%以上の得票を得ることに成功し、李明博政権以来、国民の力所属候補者が当選しなかった忠清道地域全てを席巻し、決定的に首都圏地域の広域議会選挙で12年間少数党だった国民の力は、今回の地方選挙で過半数に達し、3分の2に近い議席を獲得することに成功した。また、基礎地域団体長選挙でも、上の政党は全羅道地域だけが当選者を輩出できなかっただけで、全国的に選出定数の60%以上に当たる145人の当選者を輩出し、自党所属広域地域団体長と共に保守派与党の力を与える役割を果たすことができるようになった。
国会の多数党で第1野党である共に民主党は今回の地方選挙で完敗した。共に民主党は広域地域の団体長から5人の当選者を輩出したが、強勢地域と評価されていた全羅道地域3ヶ所に済州特別自治道、そして極右性向候補者の票分散の効果で次点者である金恩慧候補とわずか0.15%差で当選した京畿道だけだった。このうち全羅道地域3ヵ所と済州特別自治道地域は、相手側の国民の力党が力を発揮できない地域と評価され、無難に勝利できると評価される地域だったとしても、直前の大統領選挙で民主党所属の大統領候補として出馬した李が道知事職を歴任した京畿道と仁川市地域で敗北したり少数点差で勝利したことと、李在明が仁川市桂陽区乙選挙区の国会議員補欠選挙に出馬し、自党所属候補の得票上昇効果を目標にしていた点を勘案しても、共に民主党に決定的な打撃となったという評価がある。そして首都圏の基礎地域団体長の選挙と広域地域議会の選挙で共に民主党は2010年第5回地方選挙以来、国民の力を相手に圧勝する結果を見せたが、今回の選挙では少数党に転落した。非首都圏地域を見ても、共に民主党は忠清道地域で最近10年間勝利した広域自治体長の選挙で全敗し、特に公務員都市と称する世宗市で発足して以来、引き続き当選者を輩出してきたが、今回の地方選挙では史上初めて国民の力党に勝利の記録を与えた。共に民主党は盧武鉉政府以来、別名「地域主義打破」というスローガンの下で釜山・蔚山・慶南に該当する慶尚道の南東部で基礎地域単位の選挙を中心に当選者を着実に輩出し、第7回地方選挙で史上初めて全勝の記録を立てたが、今回の地方選挙で広域地域団体長全員がダブルスコアの差で相手候補に敗北し、広域地域議会でも当選者がほとんど出なかった。また、基礎地域団体長でも全羅道地域と隣接する南海郡の1ヶ所以外に全敗した。共に民主党の政治的基盤となる全羅道地域で当選者を多く輩出したことが共に民主党の慰めだが、それにもかかわらず国民の力が広域地域団体長の選挙で該当地域出馬者の全員が公職選挙法上の寄託金全額返還基準である15%以上の得票を得ることを許した。それ以外にも基礎地域団体長の選挙で無所属候補の大挙当選を許したのに続き、広域地域議会の選挙で院外政党である進歩党などが地方区域議員の選挙で共に民主党候補を破り、議席1〜2個獲得することになった。今回の地方選挙の完敗結果により、大統領選挙敗北で構成された共に民主党の非常対策委員会の委員長は総退陣し、共に民主党内部の手続きにより新しい指導部が構成される予定である。
正義党をはじめとする院内野党とその他政党は有意な結果を得ることができず、国会の第2野党である正義党は前回の地方選挙に比べて当選者数が3分の1に減り、「正義党の危機」という評価が出始め、同じく指導部が総辞職した。
国会以外の院外政党の中で進歩党の選挙結果が特に目立つが、2014年末に韓国憲法裁判所から違憲政党の決定宣告で解散された統合進歩党の後身として壊滅的政局状況に置かれた過去を克服し、基礎地域団体長の選挙から1人の当選者を得て、広域地域議会地方区の選挙で共に民主党候補を破り自力で当選したなど、統合進歩党事態に分かれた国政野党である正義党より優秀な成績を得て、躍進したという評価を得た。
全羅道地域では民主党の大統領選挙の敗北の影響で、地方選挙開票前から民主党の全国的な敗北が予想された状況なので、投票率が特に低く、公認候補者審査過程に内紛も多かった。このため、無所属候補者は共に民主党の強勢地域である全羅道地域を中心に数人の候補者が当選する成果を得た。
教育監選挙も同時実施されるが、地方教育自治法上、教育監の党籍保有は教育の政治化根絶という立法趣旨に合わないため、選挙実施1年前から禁止されたため、各個別候補者の政党公認がない。しかし、親民主党の全国教職員労働組合出身者であるか否かと各個別候補者ごとに教育政策の立場を調査し、保守性向の候補者と進歩性向の候補者として韓国のメディアで区分している。朴槿恵政権以後、進歩性向の教育監候補が大挙当選という記録が今回の地方選挙で崩れ、進歩性向候補者9人当選、保守性向8人当選の結果が出た。歴代地方選挙で保守性向の教育監候補者が一本化に失敗した影響で、進歩性向の教育監候補者が当選した結果を招いたという世論の批評があったため、今回の地方選挙で保守性向の教育監候補者たちが相次いで地域別に候補一本化を試みた。その結果、保守性向候補者たちが今回の選挙で躍進した。にもかかわらず、首都ソウルの教育監選挙では、保守候補の一本化が失敗したため、保守性向の教育監候補者の合計得票率が50%を超えるが、現職教育監である進歩性向の教育監候補者が38.1%の得票で3選に成功した。
国会議員の補欠選挙については、この地方選挙とは別に実施される選挙だが、韓国の公職選挙法203条などの但し書き条項により、全国で同時に実施される公職選挙と同時に実施するよう規定されている。今回の国会議員補欠選挙について、すべては元国会議員が今回の地方選挙に出馬する理由で辞職したため実施することになったが、上記の地方選挙のように前回の大統領選挙の延長線上で行われる国会議員補欠選挙であるため、新与党の国民の力の善戦が予想された。選挙実施前には国民の力で4席、共に民主党が3席を占めていたが、今回の補欠選挙を通じて江原道原州市甲選挙区で国民の力が議席を奪還し、国民の力所属候補が5人、共に民主党所属候補が2人当選した。特に江原道では江原道の強者と評価されていた共に民主党の李光宰元江原道知事の知事選の落選と、原州市甲選挙区で李光宰の議席を引き継ごうとする共に民主党候補の国会議員補欠選挙での落選が目立つ。共に民主党の全国的な敗北と相まって、江原道はもちろん全国的に保守勢が強くなるという評価が出た。

### 投票率
| 有権者数 （事前+居所） | 44,303,449 （9,218,252） |
| 投票者数 （事前+居所） | 22,564,394 （9,204,005） |
| 全体投票率             | 50.9%                    |

### 全体結果
| 党派                                                             | 党派       | 当選者合計（党派別） | 広域団体長選挙 | 基礎団体長選挙 | 広域議員選挙 | 広域議員選挙 | 基礎議員選挙 | 基礎議員選挙 | 国会議員補欠選挙 |
| 党派                                                             | 党派       | 当選者合計（党派別） | 広域団体長選挙 | 基礎団体長選挙 | 地域区       | 比例代表     | 地域区       | 比例代表     | 国会議員補欠選挙 |
| ---------------------------------------------------------------- | ---------- | -------------------- | -------------- | -------------- | ------------ | ------------ | ------------ | ------------ | ---------------- |
|                                                                  | 国民の力   | 2,137                | 12             | 145            | 491          | 49           | 1,216        | 219          | 5                |
|                                                                  | 共に民主党 | 1,776                | 5              | 63             | 280          | 42           | 1,218        | 166          | 2                |
|                                                                  | 進歩党     | 21                   | 0              | 1              | 3            | 0            | 17           | 0            | 0                |
|                                                                  | 正義党     | 9                    | 0              | 0              | 0            | 2            | 6            | 1            | 0                |
|                                                                  | 無所属     | 166                  | 0              | 17             | 5            | -            | 144          | -            | 0                |
| 出所：選挙統計システム - 当選者 - 当選人統計（2022年6月3日閲覧） |            |                      |                |                |              |              |              |              |                  |

#### 地域執行部選挙

##### 広域団体長選挙
| 5          | 12       |
| 共に民主党 | 国民の力 |

共に民主党の強勢地域である全羅道と済州特別自治道、そして極右有権者の支持を受けた無所属候補者の分票により、少数点差で民主党候補が当選した京畿道以外は、国民の力が席巻した。
| 市・道                                                           | 市・道         | 当選者名 | 党派       | 得票数    | 得票率 |
| ---------------------------------------------------------------- | -------------- | -------- | ---------- | --------- | ------ |
| 首都圏                                                           | ソウル特別市   | 呉世勲   | 国民の力   | 2,608,277 | 59.05% |
| 首都圏                                                           | 仁川広域市     | 劉正福   | 国民の力   | 634,250   | 51.76% |
| 首都圏                                                           | 京畿道         | 金東兗   | 共に民主党 | 2,827,593 | 49.06% |
| 忠清道                                                           | 大田広域市     | 李荘雨   | 国民の力   | 310,035   | 51.19% |
| 忠清道                                                           | 世宗特別自治市 | 崔旼鎬   | 国民の力   | 78,415    | 52.83% |
| 忠清道                                                           | 忠清北道       | 金栄煥   | 国民の力   | 395,517   | 58.19% |
| 忠清道                                                           | 忠清南道       | 金泰欽   | 国民の力   | 468,658   | 53.87% |
| 全羅道                                                           | 光州広域市     | 姜琪正   | 共に民主党 | 334,699   | 74.91% |
| 全羅道                                                           | 全羅北道       | 金寛永   | 共に民主党 | 591,510   | 82.11% |
| 全羅道                                                           | 全羅南道       | 金瑛録   | 共に民主党 | 672,433   | 75.74% |
| 慶尚道                                                           | 釜山広域市     | 朴亨埈   | 国民の力   | 938,601   | 66.36% |
| 慶尚道                                                           | 大邱広域市     | 洪準杓   | 国民の力   | 685,159   | 78.75% |
| 慶尚道                                                           | 蔚山広域市     | 金斗謙   | 国民の力   | 290,563   | 59.78% |
| 慶尚道                                                           | 慶尚北道       | 李喆雨   | 国民の力   | 904,675   | 77.95% |
| 慶尚道                                                           | 慶尚南道       | 朴完洙   | 国民の力   | 963,473   | 65.70% |
| 江原道                                                           | 江原道         | 金鎮台   | 国民の力   | 409,461   | 54.07% |
| 済州特別自治道                                                   | 済州特別自治道 | 呉怜勲   | 共に民主党 | 163,116   | 55.14% |
| 出所：選挙統計システム - 当選者 - 当選人名簿（2022年6月3日閲覧） |                |          |            |           |        |

##### 教育監選挙
| 9    | 8    |
| 進歩 | 保守 |

広域単位の市道の教育政策を総括する教育監選挙において、2014年の第6回地方選挙以後、全国的に左派性向候補者が当選したが、今回は保守性向候補者の部分的な一本化に支えられ、いくつかの地域では現職左派教育監が落選し、保守性向の候補者が全国17地域のうち8地域で当選するなど保守側が躍進した。
| 市・道                                                           | 市・道         | 当選者名 | 理念性向   | 得票数    | 得票率 |
| ---------------------------------------------------------------- | -------------- | -------- | ---------- | --------- | ------ |
| 首都圏                                                           | ソウル特別市   | 曺喜昖   | 進歩       | 1,614,564 | 38.1%  |
| 首都圏                                                           | 仁川広域市     | 都成勲   | 進歩       | 494,366   | 41.5%  |
| 首都圏                                                           | 京畿道         | 任太熙   | 保守       | 3,081,100 | 54.8%  |
| 忠清道                                                           | 大田広域市     | 薛東浩   | 中道・保守 | 247,077   | 41.5%  |
| 忠清道                                                           | 世宗特別自治市 | 崔教振   | 進歩       | 44,905    | 30.8%  |
| 忠清道                                                           | 忠清北道       | 尹建栄   | 保守       | 375,295   | 56.0%  |
| 忠清道                                                           | 忠清南道       | 金知哲   | 進歩       | 287,639   | 33.8%  |
| 全羅道                                                           | 光州広域市     | 李廷先   | 中道・進歩 | 154,068   | 34.9%  |
| 全羅道                                                           | 全羅北道       | 徐巨錫   | 中道・進歩 | 310,247   | 43.5%  |
| 全羅道                                                           | 全羅南道       | 金大中   | 進歩       | 393,462   | 45.1%  |
| 慶尚道                                                           | 釜山広域市     | 河潤秀   | 保守       | 706,152   | 50.8%  |
| 慶尚道                                                           | 大邱広域市     | 姜𤨒姫   | 保守       | 530,235   | 61.6%  |
| 慶尚道                                                           | 蔚山広域市     | 盧玉姫   | 進歩       | 266,647   | 55.0%  |
| 慶尚道                                                           | 慶尚北道       | 林宗植   | 保守       | 561,389   | 49.8%  |
| 慶尚道                                                           | 慶尚南道       | 朴鍾勲   | 進歩       | 727,720   | 50.2%  |
| 江原道                                                           | 江原道         | 申慶浩   | 保守       | 210,523   | 29.5%  |
| 済州特別自治道                                                   | 済州特別自治道 | 金光洙   | 保守       | 168,019   | 57.5%  |
| 出所：選挙統計システム - 当選者 - 当選人名簿（2022年6月5日閲覧） |                |          |            |           |        |

##### 基礎団体長選挙
| 63         | 145      | 1      | 17     |
| 共に民主党 | 国民の力 | 進歩党 | 無所属 |

計226の地域で基礎地域自治体の首長を選出するこの選挙では、国民の力が全体選出定数の60%以上の145の地域で勝利したことで、全国的に国民の力の波が吹き荒れる選挙情勢を見せた。 巨大両党の心強い支持が続く慶尚道と全羅道地域では、各党の公認審査過程で不服した無所属候補者などが当選したいくつかの地域があったが、この他には他党候補に議席を奪われずに各両党の所属候補者が大多数当選した。この他の地域を見ると、広域地域自治体の首長を選出する選挙で少数の差で共に民主党に議席を奪われた京畿道でも国民の力党が全体31ヶ所中22ヶ所で当選者を輩出するなど全体的に国民の力が圧勝した。
| 全国合計                                                         | 全国合計           | 共に民主党 | 国民の力 | 進歩党 | 無所属 |
|                                                                  |                    | 63         | 145      | 1      | 17     |
| ---------------------------------------------------------------- | ------------------ | ---------- | -------- | ------ | ------ |
| 首都圏                                                           | ソウル特別市（25） | 8          | 17       | 0      | 0      |
| 首都圏                                                           | 仁川広域市（10）   | 2          | 7        | 0      | 1      |
| 首都圏                                                           | 京畿道（31）       | 9          | 22       | 0      | 0      |
| 忠清道                                                           | 大田広域市（5）    | 1          | 4        | 0      | 0      |
| 忠清道                                                           | 忠清北道（11）     | 4          | 7        | 0      | 0      |
| 忠清道                                                           | 忠清南道（15）     | 3          | 12       | 0      | 0      |
| 全羅道                                                           | 光州広域市（5）    | 5          | 0        | 0      | 0      |
| 全羅道                                                           | 全羅北道（14）     | 11         | 0        | 0      | 3      |
| 全羅道                                                           | 全羅南道（22）     | 15         | 0        | 0      | 7      |
| 慶尚道                                                           | 釜山広域市（16）   | 0          | 16       | 0      | 0      |
| 慶尚道                                                           | 大邱広域市（8）    | 0          | 8        | 0      | 0      |
| 慶尚道                                                           | 蔚山広域市（5）    | 0          | 4        | 1      | 0      |
| 慶尚道                                                           | 慶尚北道（23）     | 0          | 20       | 0      | 3      |
| 慶尚道                                                           | 慶尚南道（18）     | 1          | 14       | 0      | 3      |
| 江原道（18）                                                     | 江原道（18）       | 4          | 14       | 0      | 0      |
| 出所：選挙統計システム - 当選者 - 当選人名簿（2022年6月8日閲覧） |                    |            |          |        |        |

 国民の力   共に民主党   進歩党   無所属 
| ソウル特別市 | 鐘路区   | 鄭文憲 | 中区   | 金桔城 | 龍山区   | 朴熙英 | 城東区   | 鄭愿伍 | 広津区   | 金炅鎬 |
| ソウル特別市 | 東大門区 | 李必炯 | 中浪区 | 柳炅基 | 城北区   | 李承魯 | 江北区   | 李順熙 | 道峰区   | 呉彦錫 |
| ソウル特別市 | 芦原区   | 呉勝彔 | 恩平区 | 金美京 | 西大門区 | 李性憲 | 麻浦区   | 朴康洙 | 陽川区   | 李屺宰 |
| ソウル特別市 | 江西区   | 金泰佑 | 九老区 | 文憲一 | 衿川区   | 柳成勲 | 永登浦区 | 崔鎬権 | 銅雀区   | 朴一河 |
| ソウル特別市 | 冠岳区   | 朴俊熙 | 瑞草区 | 全聖洙 | 江南区   | 趙成明 | 松坡区   | 徐康錫 | 江東区   | 李秀姫 |
| 仁川広域市   | 中区     | 金正憲 | 東区   | 金燦珍 | 弥鄒忽区 | 李泳勲 | 延寿区   | 李載浩 | 南洞区   | 朴鍾孝 |
| 仁川広域市   | 富平区   | 車濬沢 | 桂陽区 | 尹渙   | 西区     | 姜汎錫 | 江華郡   | 劉天浩 | 甕津郡   | 文景福 |
| 京畿道       | 水原市   | 李在浚 | 城南市 | 申相珍 | 議政府市 | 金東根 | 安養市   | 崔大鎬 | 富川市   | 趙甬翼 |
| 京畿道       | 光明市   | 朴陞原 | 平沢市 | 鄭長善 | 楊州市   | 姜洙賢 | 東豆川市 | 朴亨徳 | 安山市   | 李民根 |
| 京畿道       | 高陽市   | 李東奐 | 果川市 | 申桂容 | 義王市   | 金成済 | 九里市   | 白慶鉉 | 南楊州市 | 朱光徳 |
| 京畿道       | 烏山市   | 李権在 | 華城市 | 鄭明根 | 始興市   | 任炳沢 | 軍浦市   | 河銀鎬 | 河南市   | 李賢在 |
| 京畿道       | 坡州市   | 金京一 | 驪州市 | 李珫雨 | 利川市   | 金敬姫 | 龍仁市   | 李相逸 | 安城市   | 金補羅 |
| 京畿道       | 金浦市   | 金炳秀 | 広州市 | 方世煥 | 抱川市   | 白永鉉 | 漣川郡   | 金徳鉉 | 楊平郡   | 全振先 |
| 京畿道       | 加平郡   | 徐泰源 |        |        |          |        |          |        |          |        |
| 江原道       | 春川市   | 陸東翰 | 原州市 | 元康修 | 江陵市   | 金洪奎 | 東海市   | 沈圭彦 | 三陟市   | 朴相洙 |
| 江原道       | 太白市   | 李相澔 | 旌善郡 | 崔乗俊 | 束草市   | 李秉宣 | 高城郡   | 咸明埈 | 襄陽郡   | 金振夏 |
| 江原道       | 麟蹄郡   | 崔相基 | 洪川郡 | 申栄在 | 横城郡   | 金明起 | 寧越郡   | 崔明瑞 | 平昌郡   | 沈在国 |
| 江原道       | 華川郡   | 崔文洵 | 楊口郡 | 徐興原 | 鉄原郡   | 李賢鍾 |          |        |          |        |
| 忠清北道     | 清州市   | 李範錫 | 忠州市 | 趙吉衡 | 堤川市   | 金昶圭 | 丹陽郡   | 金文根 | 永同郡   | 鄭永喆 |
| 忠清北道     | 報恩郡   | 崔在衡 | 沃川郡 | 黄奎喆 | 陰城郡   | 趙炳玉 | 鎮川郡   | 宋起燮 | 槐山郡   | 宋仁憲 |
| 忠清北道     | 曽坪郡   | 李在栄 |        |        |          |        |          |        |          |        |
| 大田広域市   | 東区     | 朴喜祚 | 中区   | 金光信 | 西区     | 徐轍模 | 儒城区   | 鄭勇来 | 大徳区   | 崔忠圭 |
| 忠清南道     | 天安市   | 朴商敦 | 公州市 | 崔源哲 | 保寧市   | 金東一 | 牙山市   | 朴慶貴 | 瑞山市   | 李完燮 |
| 忠清南道     | 泰安郡   | 賈世魯 | 錦山郡 | 朴範仁 | 論山市   | 白星鉉 | 鶏龍市   | 李応雨 | 唐津市   | 呉星煥 |
| 忠清南道     | 扶余郡   | 朴政賢 | 舒川郡 | 金基雄 | 洪城郡   | 李鎔録 | 青陽郡   | 金敦坤 | 礼山郡   | 崔載求 |
| 全羅北道     | 全州市   | 禹笵基 | 群山市 | 姜任駿 | 益山市   | 鄭憲律 | 井邑市   | 李学洙 | 南原市   | 崔景植 |
| 全羅北道     | 金堤市   | 鄭聖柱 | 完州郡 | 柳凞泰 | 鎮安郡   | 全春晟 | 茂朱郡   | 黄仁洪 | 長水郡   | 崔勛植 |
| 全羅北道     | 任実郡   | 沈敏   | 淳昌郡 | 崔永日 | 高敞郡   | 沈徳燮 | 扶安郡   | 権翼鉉 |          |        |
| 光州広域市   | 東区     | 林沢   | 西区   | 金利剛 | 南区     | 金丙乃 | 北区     | 文寅   | 光山区   | 朴炳圭 |
| 全羅南道     | 木浦市   | 朴洪律 | 麗水市 | 鄭琦明 | 順天市   | 盧官奎 | 羅州市   | 尹炳泰 | 光陽市   | 鄭仁和 |
| 全羅南道     | 潭陽郡   | 李炳㯭 | 長城郡 | 金漢宗 | 谷城郡   | 李相喆 | 求礼郡   | 金舜鎬 | 高興郡   | 孔永敏 |
| 全羅南道     | 宝城郡   | 金鉄于 | 和順郡 | 具福奎 | 長興郡   | 金湦   | 康津郡   | 姜珍遠 | 莞島郡   | 申宇徹 |
| 全羅南道     | 海南郡   | 明炫官 | 珍島郡 | 金希洙 | 霊岩郡   | 禹承熙 | 務安郡   | 金山   | 霊光郡   | 姜鍾晩 |
| 全羅南道     | 咸平郡   | 李尚益 | 新安郡 | 朴禹良 |          |        |          |        |          |        |
| 大邱広域市   | 中区     | 柳圭夏 | 東区   | 尹碩晙 | 西区     | 柳漢国 | 南区     | 趙在九 | 北区     | 裵珖植 |
| 大邱広域市   | 寿城区   | 金大権 | 達西区 | 李泰勲 | 達城郡   | 崔栽熏 |          |        |          |        |
| 慶尚北道     | 浦項市   | 李康徳 | 鬱陵郡 | 南漢権 | 慶州市   | 朱洛栄 | 金泉市   | 金忠燮 | 安東市   | 権奇菖 |
| 慶尚北道     | 亀尾市   | 金璋鎬 | 栄州市 | 朴南緒 | 永川市   | 崔圻文 | 尚州市   | 姜永錫 | 聞慶市   | 申鉉国 |
| 慶尚北道     | 醴泉郡   | 金学東 | 慶山市 | 趙顕逸 | 清道郡   | 金河洙 | 高霊郡   | 李楠喆 | 星州郡   | 李炳桓 |
| 慶尚北道     | 漆谷郡   | 金載昱 | 軍威郡 | 金鎮烈 | 義城郡   | 金周秀 | 青松郡   | 尹敬熙 | 英陽郡   | 呉道昌 |
| 慶尚北道     | 盈徳郡   | 金光㤠 | 奉化郡 | 朴賢国 | 蔚珍郡   | 孫炳福 |          |        |          |        |
| 釜山広域市   | 中区     | 崔震奉 | 西区   | 孔漢寿 | 東区     | 金震洪 | 影島区   | 金基在 | 釜山鎮区 | 金映旭 |
| 釜山広域市   | 東萊区   | 張埈龍 | 南区   | 呉恩䕪 | 北区     | 呉泰杬 | 海雲台区 | 金成洙 | 機張郡   | 丁宗福 |
| 釜山広域市   | 沙下区   | 李甲俊 | 金井区 | 金在允 | 江西区   | 金亨燦 | 蓮堤区   | 朱錫修 | 水営区   | 姜成泰 |
| 釜山広域市   | 沙上区   | 趙柄吉 |        |        |          |        |          |        |          |        |
| 蔚山広域市   | 中区     | 金永吉 | 南区   | 徐東旭 | 東区     | 金鍾勲 | 北区     | 朴千東 | 蔚州郡   | 李洵杰 |
| 慶尚南道     | 昌原市   | 洪南杓 | 晋州市 | 曺圭逸 | 統営市   | 千栄基 | 固城郡   | 李相根 | 泗川市   | 朴東植 |
| 慶尚南道     | 金海市   | 洪泰龍 | 密陽市 | 朴一浩 | 巨済市   | 朴宗佑 | 宜寧郡   | 呉泰完 | 咸安郡   | 趙根済 |
| 慶尚南道     | 昌寧郡   | 金富永 | 梁山市 | 羅東淵 | 河東郡   | 河勝喆 | 南海郡   | 張忠男 | 咸陽郡   | 陳炳栄 |
| 慶尚南道     | 山清郡   | 李承和 | 居昌郡 | 具仁謨 | 陜川郡   | 金潤哲 |          |        |          |        |

#### 地方議会選挙

##### 広域議会議員選挙
広域議会は広域団体長と教育監に対応するが、同選挙では国民の力が選出定数872席中540席(61.93%)の当選者を輩出し、広域団体長選挙と同様に圧勝した。 特に李明博 政府当時に執行された第5回地方選挙以後、国民の力は首都圏地域で共に民主党に大挙議席を奪われ劣勢の少数党だったが、12年ぶりに逆転するのに成功し、共に民主党の超強勢地域である全羅道地域と済州道地域を除く全国大多数の地域で多数党地位を占めることになり自党所属広域団体長に力を与える役割を果たすことができるようになった。 共に民主党は選出定数872席のうち322席(36.93%)の当選者を輩出し、直前の第7回地方選挙対比広域議員当選者数が半分以下になり、細部的に首都圏地域から少数党に転落し、自党超強勢地域である全羅道地域と済州道地域、そして少数点差で広域団体長当選を成し遂げた京畿道地域を除いた全国大多数地域で韓国の地方自治法上の広域自治体首長の再議要求を阻止できる広域議会定数の3分の1以上の議席も得られなかったという事実が明らかになった、 この他にも2014年、韓国憲法裁判所で党の政策が従北主義に傾き憲政秩序に合わないという指摘を受けて違憲政党解散審判が決定され強制解散された統合進歩党の後身である進歩党が全羅道地域で共に民主党を抜いて地方区広域議会議員当選者を輩出したところがいくつかあった。
| 322        | 540      | 3      | 2      | 5      |
| 共に民主党 | 国民の力 | 進歩党 | 正義党 | 無所属 |

| 第8回全国同時地方選挙                                             | 第8回全国同時地方選挙 | 広域団体長         | 教育監                 | 共に民主党 | 国民の力 | 正義党 | 進歩党 | 無所属 |
| 全国合計                                                          | 全国合計              | 所属政党(姓名)     | 理念性向(姓名)         | 322        | 540      | 2      | 3      | 5      |
| ----------------------------------------------------------------- | --------------------- | ------------------ | ---------------------- | ---------- | -------- | ------ | ------ | ------ |
| 首都圏                                                            | ソウル特別市（112）   | 国民の力(呉世勲)   | 進歩性向(曺喜昖)       | 36         | 76       | 0      | 0      | 0      |
| 首都圏                                                            | 仁川広域市（40）      | 国民の力(劉正福)   | 進歩性向(都成勲)       | 14         | 26       | 0      | 0      | 0      |
| 首都圏                                                            | 京畿道（156)          | 共に民主党(金東兗) | 保守性向(任太熙)       | 78         | 78       | 0      | 0      | 0      |
| 忠清道                                                            | 大田広域市（22）      | 国民の力(李荘雨)   | 中道・保守性向(薛東浩) | 4          | 18       | 0      | 0      | 0      |
| 忠清道                                                            | 世宗特別自治市（20）  | 国民の力(崔旼鎬)   | 進歩性向(崔教振)       | 13         | 7        | 0      | 0      | 0      |
| 忠清道                                                            | 忠清北道（35）        | 国民の力(金栄煥)   | 保守性向(尹建栄)       | 7          | 28       | 0      | 0      | 0      |
| 忠清道                                                            | 忠清南道（48）        | 国民の力(金泰欽)   | 進歩性向(金知哲)       | 12         | 36       | 0      | 0      | 0      |
| 全羅道                                                            | 光州広域市（23）      | 共に民主党(姜琪正) | 中道・進歩性向(李廷先) | 22         | 1        | 0      | 0      | 0      |
| 全羅道                                                            | 全羅北道（40）        | 共に民主党(金寛永) | 中道・進歩性向(徐巨錫) | 37         | 1        | 1      | 1      | 0      |
| 全羅道                                                            | 全羅南道（61）        | 共に民主党(金瑛録) | 進歩性向(金大中)       | 56         | 1        | 1      | 2      | 1      |
| 慶尚道                                                            | 釜山広域市（47）      | 国民の力(朴亨埈)   | 保守性向(河潤秀)       | 2          | 45       | 0      | 0      | 0      |
| 慶尚道                                                            | 大邱広域市（32）      | 国民の力(洪準杓)   | 保守性向(姜𤨒姫)       | 1          | 31       | 0      | 0      | 0      |
| 慶尚道                                                            | 蔚山広域市（22）      | 国民の力(金斗謙)   | 進歩性向(盧玉姫)       | 1          | 21       | 0      | 0      | 0      |
| 慶尚道                                                            | 慶尚北道（61）        | 国民の力(李喆雨)   | 保守性向(林宗植)       | 2          | 56       | 0      | 0      | 3      |
| 慶尚道                                                            | 慶尚南道（64）        | 国民の力(朴完洙)   | 進歩性向(朴鍾勲)       | 4          | 60       | 0      | 0      | 0      |
| 江原道（49）                                                      | 江原道（49）          | 国民の力(金鎮台)   | 保守性向(申慶浩)       | 6          | 43       | 0      | 0      | 0      |
| 済州特別自治道（40)                                               | 済州特別自治道（40)   | 共に民主党(呉怜勲) | 保守性向(金光洙)       | 27         | 12       | 0      | 0      | 1      |
| 出所：選挙統計システム - 当選者 - 当選者統計（2023年6月29日閲覧） |                       |                    |                        |            |          |        |        |        |

##### 基礎議会議員選挙
基礎団体長に対応する。

#### 国会議員補欠選挙
国民の力が5地域、共に民主党が2地域で勝利したことで、国民の力が改善前の議席より1議席を増やした。

### その他
第20代大統領選挙の実施以前に、当時の国会議長だった朴炳錫などから、大統領選挙と地方選挙を実施する間隔が2ヵ月ほどの短さのため、選挙費用や選挙後の影響などを最小化する目的で両選挙日程を一元化し、同時選挙を行おうという意見が出たが、採用されなかった。
第20代大統領選挙で政権交代が行われたことによって、金大中政権以後、与党が初めて記号2番を付与されて行うことになった地方選挙となる。
今回の地方選挙は前回の地方選挙に比べて、投票率が9.3%も下落した50.9%の投票率を記録したが、特に共に民主党の盤石地域である全羅道の投票率急落が目立った。伝統的に投票率が全国最上位圏に属する光州市での今回の地方選挙の投票率は37.7%を記録し、全国最下位となった。多くの共に民主党の支持者は政権交代などによる影響で、今回の地方選挙で投票に参加しなかったため、投票率が低調となったという分析が出た。
韓国の地方選挙制度が復活して以来、最も多い無投票当選者が出た。無投票当選者は計508人で、これは全体選出定数の12.3%に該当する。そのうち、巨大両党に絶対的支持を送っている全羅道地域と大邱・慶北地域（TK地域）で無投票当選者が多く出たが、大邱広域市議会の選挙では定数29人の地方区議員中、20ヶ所（全体の69.0%）で国民の力の候補が無投票当選し、全羅北道議会の選挙では定数36人の地方区議員中、22ヶ所（61.1%）で共に民主党の候補が無投票当選した。今回の地方選挙を通じて、巨大両党の独占と政治的無関心を示す指標という分析がある。
ソウル市長に続投した国民の力の呉世勲は、韓国の地方首長民選制復活以来、初めて民選4選記録を立てた自治体首長になった。
広域地域団体首長の選挙で与党である国民の力が勝利したが、地方教育政策の実権を握る教育監選挙では当選者が保守陣営の8人と左派陣営の9人で、互角する結果となった。多くの地域で団体長と教育監の理念が異なることが今回の地方選挙を通じて生じたが、将来的に対立が生ずるかどうかについては将来の政界の注目の的になった。
全羅北道群山市の基礎議員選挙進行過程で無投票当選し、選挙日当日に当選者公告手続きだけをした候補者が選挙運動期間中に飲酒運転が摘発され、共に民主党から除名されたため、候補の登録が無効になり、無投票当選が取り消された。該当選挙区の当選定数は3人だが、以外の2人だけが議会に入ることになり、空席の1議席は2023年上半期の再補欠選挙を通じて議席を補充する予定となる。
巨大両党の政治的支持が高いと評価される慶尚道地域と全羅道地域で、選挙運動期間中に各地域内で少数他党から出馬した候補者の選挙ポスターが棄損される事件が多発したため、捜査機関の捜査が行われた。